# Khoa Pug
Khoa Pug (tên khai sinh Nguyễn Anh Khoa; sinh ngày 20 tháng 7 năm 1992) là một nam YouTuber người Việt Nam. Nổi tiếng qua các video có chủ đề về ẩm thực và du lịch, anh được biết đến là một trong những YouTuber giàu nhất Việt Nam.
Theo thống kê của Social Blade, kênh YouTube của Khoa Pug xếp hạng 59 trong số 100 kênh có nhiều người đăng ký nhất tại Việt Nam, tính đến ngày 25 tháng 8 năm 2022. Doanh thu mỗi năm của kênh là từ 178 nghìn USD đến 2,9 triệu USD. Khoa Pug được đánh giá có phong cách chân thật, gần gũi và chịu chi tiền nên đã thu hút hàng triệu lượt xem. Bên cạnh đó, anh cũng gặp phải nhiều đánh giá tiêu cực vì những video được cho là "giật tít, câu view" và làm xấu hình ảnh người Việt trong mắt bạn bè quốc tế.

## Tiểu sử
Nguyễn Anh Khoa sinh năm 1992 tại thành phố Nha Trang, tỉnh Khánh Hòa. Trước khi làm YouTuber, anh là một lập trình viên. Đến nay, Khoa Pug vẫn không chia sẻ gì về thân thế của mình. Một vài nguồn tin cho rằng anh thực chất là con trai của ông Nguyễn Đình Trung, chủ tịch Hội đồng quản trị công ty cổ phần tập đoàn Hưng Thịnh Incons, dù điều này đã bị phía công ty sau đó khẳng định hoàn toàn sai lệch. Ngoài ra, nhiều người cũng cho rằng Khoa Pug là cháu ruột của Phạm Nhật Vượng, chủ tịch hội đồng quản trị Tập đoàn Vingroup, người giàu nhất trên sàn chứng khoán Việt Nam.
Kênh YouTube của Khoa Pug được lập ra vào ngày 27 tháng 4 năm 2016. Ban đầu, Khoa Pug chủ yếu đăng các video liên quan đến việc chăm nuôi chó Pug. Bên cạnh đó, anh còn mở cửa hàng bán các phụ kiện dành cho thú nuôi và giống chó Pug. Khi đạt lượng người theo dõi nhất định, Khoa Pug mở rộng kênh ra nhiều chủ đề hơn như ẩm thực, du lịch, hướng dẫn nuôi dạy thú cưng...
Năm 2018, một số video của kênh đã liên tục lọt top video thịnh hành trên YouTube. Trong đó, video "Giả nghèo vào khách sạn 5 sao nổi tiếng nhất Sài Gòn và cái kết" đã đạt top 15 sau gần 2 tuần đăng tải. Tính đến ngày 25 tháng 8 năm 2022, kênh Khoa Pug có 4,5 triệu người đăng ký và hơn 1 tỷ lượt xem. Anh cũng được xem là một trong những YouTuber Việt có doanh thu cao nhất với thống kê doanh thu hàng tháng của kênh theo Social Blade đạt từ 14 nghìn USD đến 238 nghìn USD. Tuy nhiên, Khoa Pug tiết lộ nhiều video triệu lượt xem của anh không hề kiếm được tiền và toàn bộ chi phí do chính anh tự bỏ tiền túi.

## Tranh cãi

### Resort Aroma
Vào ngày 6 tháng 4 năm 2019, Khoa Pug đã đăng tải video phản ánh việc bị resort Aroma lừa đảo, đe dọa hành hung khiến anh mất 2,2 triệu đồng. Theo đó, anh cho biết Aroma đã hủy đặt phòng trực tuyến và xếp phòng khác tại thời điểm anh nhận phòng. Khi nhận phòng, Khoa Pug cho rằng không xứng đáng với mức giá nên có tranh cãi với lễ tân và quyết định rời đi. Phía Aroma cho rằng đây là sự hiểu lầm trong giao tiếp và cũng thừa nhận nhân viên của mình thiếu nghiệp vụ và lịch thiệp, nên sau đó gửi lời xin lỗi tới Khoa Pug và chuyển lại tiền đặt phòng.
Sau khi video được đăng tải, Aroma đã bị nhiều cư dân mạng đồng loạt đánh giá 1 sao, đồng thời ảnh hưởng đến hình ảnh du lịch của tỉnh Bình Thuận. Hàng loạt khách sạn, khu nghỉ mát, spa nhận được những đánh giá và bình luận tiêu cực từ cư dân mạng chỉ vì trùng tên hoặc có tên gần giống với Aroma. Bên cạnh những ý kiến lên án Aroma, cũng có không ít người cho rằng YouTuber này đang quảng bá hình ảnh bản thân bằng một sự việc chưa rõ ràng.

### Phụ nữ Nhật quỳ khóc
Ngày 6 tháng 11 năm 2019, Khoa Pug đăng tải video trải nghiệm ẩm thực tại nhà hàng lẩu Geisha Kyoto có tiêu đề "Phụ nữ Nhật quỳ khóc xin cho cameraman được ăn". Trong đó, phục vụ viên người Nhật đã dọn đồ ăn bằng thái độ phục vụ tận tâm, lịch sự và vui vẻ. Nhưng Khoa Pug và người quay phim lại không tập trung ăn uống mà chỉ mải mê quay video. Theo phụ đề trong video, phục vụ viên cảm thấy thương người quay phim vì không được ăn nên quỳ xuống, khóc xin Khoa Pug ăn. Anh cho rằng nữ phục vụ viên khó chịu với mình vì hiểu lầm anh cấm người quay phim ngồi ăn cùng nên kết luận "kiểu phụ nữ ở Nhật bị phân biệt quá rồi".
Nhiều người biết tiếng Nhật sau đó đã chỉ trích Khoa Pug vì sự thiếu hiểu biết và "giật tít, câu view". Vụ việc cũng gây nên tranh cãi về cách hành xử không phù hợp của người Việt trong mắt bạn bè quốc tế.

### Tranh chấp với Johnny Đặng
Vào ngày 7 tháng 11 năm 2021, những video có sự xuất hiện của Johnny Đặng trên kênh YouTube của Khoa Pug đều đồng loạt biến mất, ngược lại các video trên kênh của Johnny Đặng cũng không có sự xuất hiện của Khoa Pug; làm dấy lên tin đồn rằng anh và Johnny Đặng đã "cạch mặt" nhau. Đến tối ngày 30 tháng 11, Khoa Pug đăng tải dòng trạng thái trên trang Facebook cá nhân ám chỉ việc mình bị "người bạn mới quen" lừa hơn 30 tỷ đồng do đầu tư vào đồng tiền ảo DBZ (Diamond Boyz Coin), nhiều cư dân mạng đã suy đoán "người bạn mới quen" mà nam YouTuber nói đến là Johnny Đặng. Sáng ngày 1 tháng 12, Khoa Pug đã đăng tải một đoạn video dài gần 1 tiếng tiết lộ rằng anh bị Johnny Đặng đe dọa đến tính mạng nếu như nói ra toàn bộ sự thật. Tối ngày 2 tháng 12, phía Johnny Đặng cũng đăng tải đoạn video phản bác thông tin mà Khoa Pug nói về ông và đồng tiền ảo DBZ trước đó.